# Christian Stephan
Christian „Chris“ Stephan (* 23. Oktober 1980 in Mödling bei Wien) ist ein österreichischer Fernsehmoderator.

## Leben
Stephan wurde in eine arabischstämmige Familie geboren. Sein Vater stammt aus dem Libanon, seine Mutter ist Ägypterin. Nach seiner Kindheit in Australien besuchte Stephan ein Sportgymnasium und eine Waldorfschule in Wien. Nach der Matura begann er 2002 als Moderator beim Einkaufsradio „Radio Max“.
Seit 2008 ist Stephan einer der Moderatoren des Café Puls-Frühstücksfernsehens von ProSieben Austria, Sat.1 Österreich und Puls 4. Nebenbei tritt Stephan auch als Stand-up-Comedian in Österreich und Deutschland auf.
2010 führte er verkleidet in einem goldenen Anzug als Klatschreporter „Christian Oh-Wie-Schehn“ beim Wiener Opernball Gaga-Interviews; 2011 verkleidete er sich als Silvio Berlusconi beim Besuch von Ruby Rubacuori am Opernball.
Nachdem der Society Reporter Dominic Heinzl von dem Rapper Sido zu Boden geschlagen worden war, erfand Chris Stephan 2012 „Heinzeling“ und organisierte einen Flashmob, bei dem sich rund 500 Menschen versammelten und so fielen wie der angeschlagene Reporter. 2014 hatte Stephan seinen ersten Auftritt im deutschen Fernsehen, bei den „Standupmigranten“ auf Einsplus.
2013 wurde Chris Stephan bekannt durch sein Interview mit dem Fußballer David Alaba, den er vom Flughafen abgeholt und dann zum Bayern-Training geführt hat.
Im ProSieben-Magazin taff war er 2017 mit dem Ja-Nein-Spiel in Deutschland unterwegs.
Mit dem Format Unternehmer Erfolgreich sucht gewann Chris Stephan 2018 den ProPKo Branded Entertainment Award.